# Falange Radical Agrario Socialista
De Falange Radical Agrario Socialista (Nederlands: Radicale Agrarische Socialistische Falange, FRAS) was een politieke alliantie in Chili die van 1948 tot 1950 bestond. 

## Geschiedenis
De FRAS ontstond in 1948 toen vier politieke partijen besloten om nauw te gaan samen werken om een krachtig oppositie te kunnen vormen tegen president Gabriel González Videla. De deelnemende partijen waren de Falange Nacional (FN), de Partido Radical Democrático (PRD), de Partido Agrario Laborista (PAL) en de Partido Socialista de Chile (PSCh). De naam Falange Radical Agrario Socialista verwijst naar de deelnemende partijen. Behalve dat de betreffende partijen behoorden tot het politieke centrum hadden ze niet veel met elkaar gemeen. Een gemeenschappelijk programma bleef dan ook achterwege.
Bij de parlementsverkiezingen van 1949 behaalde de FRAS 21% van de stemmen, goed voor 30 zetels in de Kamer van Afgevaardigden. Het werd daarmee het grootste oppositieblok, de conservatieve regeringsgezinde partijen verkregen echter 75 zetels en ondervond daarom maar weinig last van de oppositie van de FRAS.
Na de verkiezingen desintegreerde de FRAS: de PRD werd nog datzelfde jaar opgeheven en in 1950 trad de Falange Nacional en de PSCh toe tot de regering. Als gevolg hiervan werd de FRAS in 1950 ontbonden.

## Verkiezingsuitslagen
| Jaar | Aantal afgevaardigden (totaal aantal zetels tussen haakjes) | Aantal senatoren (totaal aantal zetels tussen haakjes) |
| ---- | ----------------------------------------------------------- | ------------------------------------------------------ |
| 1949 | 30 (147)                                                    | 5 (45)                                                 |

Specificatie

| Partij                             | Aantal afgevaardigden | Aantal senatoren |
| ---------------------------------- | --------------------- | ---------------- |
| Falange Nacional (FN)              | 3                     | 1                |
| Partido Radical Democrático (PRD)  | 8                     | 1                |
| Partido Agrario Laborista (PAL)    | 14                    | 3                |
| Partido Socialista de Chile (PSCh) | 5                     | 0                |
| Totaal                             | 30                    | 5                |